# 1268
1268 је била преступна година.

## Догађаји
- Википедија:Непознат датум — 18-19. фебруар — Битка код Раквере
- Википедија:Непознат датум — Мачвански рат, војни сукоб између Краљевине Угарске и Краљевине Србије у Војводству Мачва, јужном царству средњовековне Краљевине Угарске.
- 18. мај — Крсташка Антиохијска кнежевина је пала под власт мамелучког султана Бајбарса после опсаде Антиохије.
- 23. август — Војска Карла Анжујског је поразила гибелинске присталице цара Конрадина код Таљакоца, што је означило пад династије Хоенштауфен са трона Светог римског царства и Сицилије.

## Рођења
- Википедија:Непознат датум — Филип IV Лепи, француски краљ

## Смрти
- 29. октобар — Конрадин, сицилијански краљ